# Ombolata (Sirombu)
Ombolata is een bestuurslaag in het regentschap Nias Barat van de provincie Noord-Sumatra, Indonesië. Ombolata telt 327 inwoners (volkstelling 2010).